# Klaus Fuchs
Emil Julius Klaus Fuchs (født 29. december 1911 i Rüsselsheim i Tyskland, død 28. januar 1988 i Østberlin) var en tysk fysiker og  en sovjetisk spion. 
Fuchs var medlem af Tysklands socialdemokratiske parti. Han forlod Tyskland og sine studier ved Universitetet i Kiel efter den nazistiske magtovertagelse i 1933 og flygtede til England. Der tog han sin doktorgrad i 1937 ved University of Bristol. På grund af en tidligere opsigtsvækkende artikel om kvantemekanik fik han umiddelbart efter sin disputats en stilling ved University of Edinburgh.
Som tysk statsborger i Storbritannien blev Fuchs interneret, da krigen brød ud, og han blev forflyttet til Canada. Fysikeren Max Born udvirkede, at interneringen blev ophævet allerede i 1941, og Fuchs kunne herefter vende tilbage til Edinburgh. Han deltog i arbejdet med at udvikle en britisk atombombe, hvilket gjorde ham interessant for Sovjetunionen. Senest i august 1941 etablerede den sovjetiske militære efterretningstjeneste GRU kontakt med Fuchs. Han erkendte senere, at han begyndte at udlevere militære hemmeligheder til Sovjetunionen umiddelbart efter at den tyske invasion på Østfronten indledtes. Kontakten med GRU var ifølge Fuchs formidlet af et medlem af det tyske kommunistparti.
I efteråret 1943 knyttedes Fuchs til USA's kernevåbenprogram, Manhattanprojektet, og begyndte i august 1944 at arbejde ved Los Alamos-laboratoriet primært med konstruktionsdetaljer for en plutoniumbombe. I 1945 vendte Fuchs tilbage til England, hvor han fik en fremtrædende stilling i Atomic Energy Research Establishment i Harwell. I 1947-49 udleverede Fuchs de teoretiske grundberegninger for atombomber til Sovjetunionen sammen med resultaterne af de amerikanske prøvesprænginger ved Eniwetok. Fuchs udleverede også oplysninger om den amerikanske uranfremstillning. Det medførte, at Sovjet kunne beregne antallet af amerikanske atombomber med stor præcision.
Fuchs blev tiltalt for spionage i 1950 og idømtes 14 års fængsel under Manhattan-perioden, hvilket var maximumstraf for overdragelse af militære hemmeligheder til en allieret stat. Han mistede også sit britiske statsborgerskab. Russerne benægtede  officielt at Fuchs arbejdede for dem. Fuchs blev løsladt 1959 og flyttede til DDR hvor han fortsatte sin videnskabelige karriere og arbejdede med atomforskning til sin pensionering i 1979.